# Fort Smith (Arkansas)
Fort Smith es la segunda ciudad más grande en el estado de Arkansas, Estados Unidos. Con una población estimada de 83 461 en 2006, es la ciudad principal del área metropolitana de Fort Smith, una región de 288.818 residentes que incluye los condados de Crawford, Franklin y Sebastian en Arkansas, y Le Flore y Sequoyah en Oklahoma. La ciudad es una de las dos sedes del condado de Sebastian. Está situada a orillas del río Arkansas.
Fort Smith está hermanada con la ciudad italiana de Cisterna, sitio de la Batalla de Cisterna en la Segunda Guerra Mundial, peleada por los Rangers bajo el comando del nativo de Fort Smith, William Orlando Darby.
Fort Smith se ubica en el límite estatal entre Arkansas y Oklahoma, en la unión del río Arkansas y el río Poteau, también conocida como Belle Point. La ciudad fue fundada como un puesto militar fronterizo del oeste en 1817 y más tarde se volvería conocida por su papel en el Antiguo Oeste y su herencia de la aplicación de la ley.
Para 2007, Fort Smith fue elegida por el Departamento de Interior para ser la sede del nuevo Museo Nacional del Servicio de Alguaciles de los Estados Unidos.

## Historia

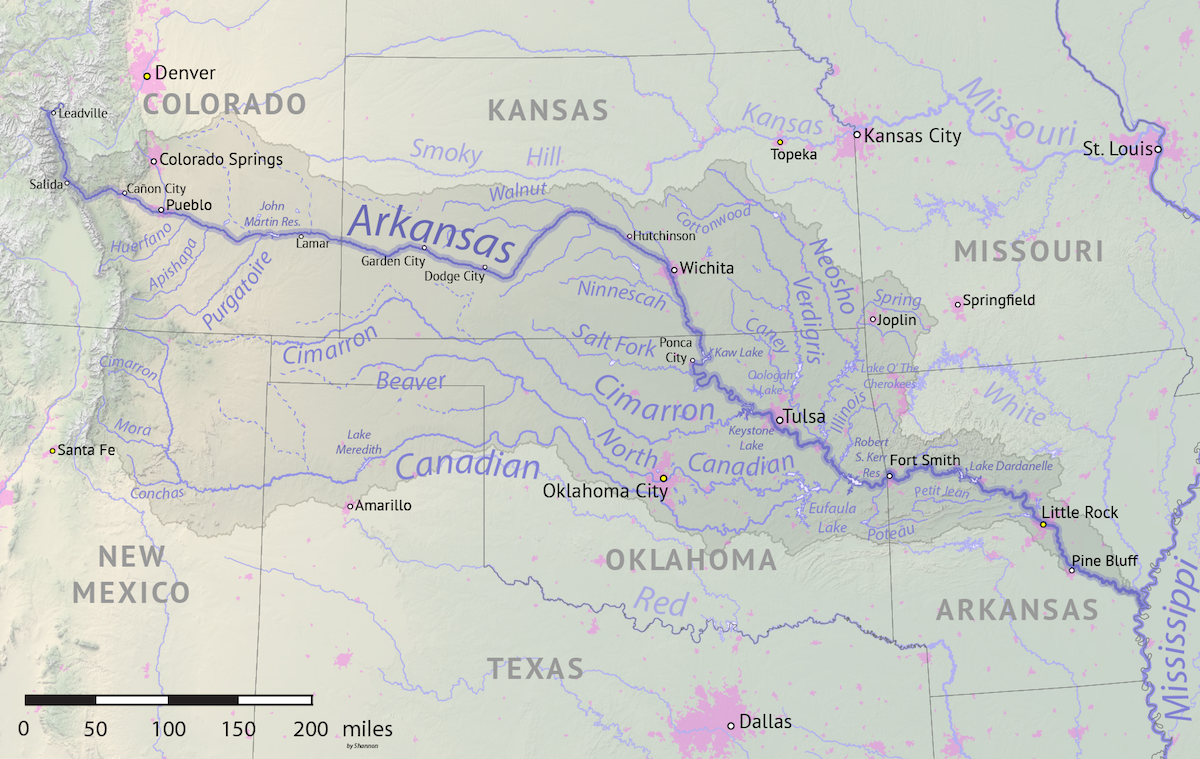
Mapa del río Arkansas en el que aparece —en su curso bajo— Fort Smith

Fort Smith fue fundada en 1817 como un asentamiento militar para vigilar el Territorio Indio. El fuerte fue abandonado en 1824, pero un pueblo fundado por John Roger se había formado junto al fuerte para ese entonces. En 1838, el fuerte fue reocupado y expandido y en 1871 fue abandonado de nuevo. Sin embargo, el pueblo continuó prosperando a pesar de la ausencia del fuerte. 
Dos de los personajes históricos más notables fueron el Juez Isaac Parker y William Henry Harrison Clayton. En 1874, William Henry Harrison Clayton fue designado como Fiscal de los Estados Unidos para el Distrito Oeste de Arkansas por el presidente Ulysses S. Grant. Fort Smith era una creciente comunidad llena de burdeles, bares y criminales. William Clayton sabía que un juez fuerte sería necesario para traer la ley y el orden a la región y encontró un juez fuerte en Isaac Parker. Sin embargo, había un problema: el juez Parker había sido designado Juez Presidente del Territorio de Utah y confirmado por el Senado. Con la ayuda del presidente Grant y el senador Powell Clayton, antiguo gobernador de Arkansas, William Clayton fue capaz de deshacer la designación y redirigir al juez Parker a Fort Smith.
El juez Isaac Parker sirvió como Juez de Distrito desde 1875 hasta 1896. Fue apodado el "Juez de la Horca" porque en su primer término después de asumir el puesto juzgó a 18 personas por asesinato, condenando a 15 de ellos, sentenciando a ocho a morir y colgando a seis de ellos en un mismo día. Durante su carrera en Fort Smith, Parker sentenció a 160 personas a la horca, de las cuales 79 fueron ejecutados en la horca. El juez Parker representaba la única verdadera ley en el pueblo fronterizo durante esa época. Su tribunal es un Sitio Histórico Nacional en la actualidad.
William Clayton fue designado como Fiscal por cuatro distintos presidentes y más tarde sirvió como Juez Presidente del Territorio Indio. Él fue un elemento clave para lograr la condición de estado para Oklahoma y, junto con el gobernador territorial Frank Frantz, llevó la Constitución de Oklahoma al presidente Teddy Roosevelt. Tanto el gobernador Frantz como el juez Clayton perdieron sus posesiones territoriales cuando Oklahoma fue admitida en la Unión.

## Geografía y clima
Fort Smith se localiza a 35°22′7″N 94°23′55″O / 35.36861, -94.39861, al oeste del estado, junto a la frontera con Oklahoma, sobre el curso bajo del río Arkansas, afluente del río Misisipi. Según la Oficina del Censo de los Estados Unidos, la ciudad tiene un área total de 137,1 km², de los cuales 130,4 km² corresponde a tierra y 6,7 km² (4,98%) a agua.
Fort Smith tiene un clima templado con inviernos suaves y veranos calientes y húmedos. La temperatura máxima promedio en los días de invierno es cerca de 10 °C, mientras que en el verano es 32 °C. Fort Smith se localiza cerca del área conocida como el Corredor de los Tornados en el centro de los Estados Unidos. La ciudad ha sido afectada por tres tornados grandes que ocurrieron en 1898, 1927 y 1996.
| Temperatura mensual promedio, máxima y mínima |             |             |             |             |             |             |             |             |             |             |             |             |
| Mes                                           | Ene         | Feb         | Mar         | Abr         | May         | Jun         | Jul         | Ago         | Sep         | Oct         | Nov         | Dic         |
| Temperatura máxima °C (°F)                    | 27,2 (81)   | 30 (86)     | 34,4 (94)   | 35 (95)     | 36,7 (98)   | 40,6 (105)  | 43,9 (111)  | 43,3 (110)  | 42,8 (109)  | 35,6 (96)   | 30 (86)     | 27,8 (82)   |
| Temperatura máxima promedio °C (°F)           | 9 (48,1)    | 12,7 (54,8) | 17,9 (64,2) | 22,9 (73,2) | 26,7 (80)   | 30,9 (87,7) | 33,8 (92,9) | 33,7 (92,6) | 29,4 (84,9) | 23,9 (75)   | 16,3 (61,4) | 10,5 (50,9) |
| Temperatura mínima promedio °C (°F)           | -2,3 (27,8) | 0,3 (32,6)  | 4,9 (40,9)  | 9,4 (49)    | 14,9 (58,9) | 19,6 (67,2) | 21,9 (71,4) | 21,3 (70,3) | 17,2 (62,9) | 10,3 (50,5) | 4,2 (39,5)  | -0,5 (31,1) |
| Temperatura mínima °C (°F)                    | -23,3 (-10) | -22,8 (-9)  | -13,9 (7)   | -5,6 (22)   | 1,7 (35)    | 8,3 (47)    | 10 (50)     | 10,6 (51)   | 0,6 (33)    | -5,6 (22)   | -13,3 (8)   | -20,6 (-5)  |
| Precipitación (cm)                            | 6           | 6,6         | 10          | 9,9         | 13,4        | 10,9        | 8,1         | 6,5         | 9,2         | 10          | 12,2        | 8,6         |
| Fuente: USTravelWeather.com                   |             |             |             |             |             |             |             |             |             |             |             |             |

## Base económica
Fort Smith ha sido un centro regional de manufactura durante mucho tiempo, con plantas operadas por Whirpool Corporation, Rheem, Trane, Georgia-Pacific, Gerber Products Company, Planters Peanuts, entre otros. En los últimos años, siguiendo la senda nacional, la ciudad ha perdido trabajo en el área de manufactura debido a que las líneas de producción se mudan al extranjero.

## Transporte
Fort Smith es un puerto de transporte importante para el área aledaña. Se encuentra en el cruce de dos autopista interestatales y es rodeado por el río Arkansas en tres lados. Además alberga un aeropuerto regional.

### Carreteras
La ciudad se encuentra justo al suroeste de la intersección de la Interestatal 40 y la futura Interestatal 49 (actual Interestatal 540). La U.S. Route 71 y la U.S. Route 64 también pasan por la comunidad.

### Transporte aéreo
Fort Smith alberga al Aeropuerto Regional de Fort Smith. Es usado para aviación militar por Fort Chaffee y el Escuadrón de vuelo 188 de la Guardia Área de Arkansas. También es usado por tres aerolíneas comerciales que viajan a Dallas, Memphis y Atlanta.

### Bus
Jefferson Lines comunica a la ciudad con otras comunidades como Little Rock, Kansas City y Oklahoma City. También hay servicios para puntos intermedios, con numerosas conexiones a otras ciudades y pueblos.

### Río
La ciudad se localiza junto al río Arkansas, parte del Sistema de Navegación McClellan-Kerr, y es servida por el Puerto de Fort Smith.

### Transporte público
Dentro de la ciudad, un servicio de autobús público, llamado Fort Smith Transit, opera diversas rutas. Un trolebús opera en el centro de la ciudad, proveyendo transporte entre el Distrito Histórico Belle Grove y el Sitio Histórico Nacional de Fort Smith. El servicio de taxis es ofrecido por Razorback Cab.

## Demografía
Para el censo de 2000, había 80.268 personas, 32.398 hogares y 20.637 familias en la ciudad. La densidad de población era 615,5 hab/km². Había 35.341 viviendas para una densidad promedio de 271,0 por kilómetro cuadrado. De la población 76,99% eran blancos, 8,65% afroamericanos, 1,69% amerindios, 4,59% asiáticos (especialmente vietnamitas y laos), 0,05% isleños del Pacífico, 5,03% de otras razas y 2,99% de dos o más razas. 8,78% de la población eran hispanos o latinos de cualquier raza. 7,10% reportaron hablar español en sus casas y 3,38% hablan vietnamita o lao.
Se contaron 32.398 hogares, de los cuales 30,8% tenían niños menores de 18 años, 47,1% eran parejas casadas viviendo juntos, 12,3% tenían una mujer como cabeza del hogar sin marido presente y 36,3% eran hogares no familiares. De 32.398 hogares, 1.388 era parejas no casadas: 1.259 heterosexuales, 84 parejas masculinas y 45 parejas femeninas. 30,7% de los hogares eran un solo miembro y 10,9% tenían alguien mayor de 65 años viviendo solo. La cantidad de miembros promedio por hogar era de 2,42 y el tamaño promedio de familia era de 3,03.
En la ciudad la población está distribuida con 25,4% menores de 18 años, 9,8% entre 18 y 24, 29,3% entre 25 y 44, 21,8% entre 45 y 64 y 13,7% tenían 65 o más años. La edad media fue 35 años. Por cada 100 mujeres había 94,1 varones. Por cada 100 mujeres mayores de 18 años, había 91,0 varones.
El ingreso medio para un hogar en la ciudad fue de $32.157 y el ingreso medio para una familia $41.012. Los hombres tuvieron un ingreso promedio de $29.799 contra $22.276 de las mujeres. El ingreso per cápita de la ciudad fue de $18.994. Cerca de 12,1% de las familias y 15,8% de la población estaban por debajo de la línea de pobreza, 22,2% de los cuales eran menores de 18 años y 9,6% mayores de 65.

## Educación
La ciudad tiene una de las universidades parte del University of Arkansas System. La University of Arkansas – Fort Smith fue fundada en 1928 como una extensión del Sistema de Escuelas Públicas de Fort Smith, con el superintendente actuando como el presidente de la universidad y el director de la secundaria como el decano. Conocida originalmente como Fort Smith Junior College, la institución operó dentro del sistema escolar de Fort Smith hasta 1950, cuando la escuela fue incorporada como una institución privada, sin fines de lucro, con su propia junta administrativa. En septiembre de 1952, la universidad fue trasladada de sus instalaciones prestadas en la escuela secundaria a su ubicación actual, que inicialmente ocupaba 15 acres.
Durante este período, la inscripción de estudiantes aumento, así como la cantidad de cursos ofrecidos, los miembros de la facultad y las facilidades. Una división técnico-vocacional fue añadida en 1960. La institución empezó a desarrollar los programas y el carácter de una comunidad universitaria comprehensiva, un nuevo concepto en Arkansas y en los Estados Unidos.
Las escuelas públicas en Fort Smith son operadas por el Distrito Escolar Especial de Fort Smith. Actualmente, el distrito incluye 26 escuelas. Para el año escolar 2007-2008, el distrito tenía 13.900 estudiantes. Las escuelas públicas de Fort Smith proveen educación desde educación preescolar hasta el duodécimo grado, al igual que varias escuelas privadas protestantes. Escuelas parroquiales católicas ofrecen educación hasta el noveno año. Entre las escuelas secundarias públicas de Fort Smith están Northside High School y Southside High School. Entre las privadas destaca Union Christian Academy.

## Personas destacadas
Figuras notables que nacieron, vivieron o están asociadas con Fort Smith.

### Atletas
- Ron Brewer, antiguo jugador de baloncesto.
- Bryant Reeves, antiguo jugador de baloncesto.
- Brian Martin, antiguo jugador de baloncesto.
- Matt Jones, jugador profesional de fútbol americano.
- Priest Holmes, jugador de fútbol americano. Ostenta el récord de la NFL de más touchdowns en una temporada.

### Actores, músicos y escritores
- Rudy Ray Moore, cantante y actor de cine.
- Laurence Luckinbill, actor de TV, cine y teatro.
- Katharine Alexander (1898-1981), actriz de cine.
- Jerry Keller, cantante.
- Thyra Samter Winslow, escritora.

### Personajes históricos
- William Orlando Darby, general y héroe de la Segunda Guerra Mundial.
- Carolyn Pollan, antigua miembro de la Cámara de Representantes de Arkansas, la miembro del Partido Republicano y mujer que más ha servido en esa cámara.
- Isaac Parker, conocido como el "Juez de la Horca".
- Clifton R. Breckinridge (1846-1932), un concejal y congresista Demócrata, diplomático, empresario y veterano del Ejército Confederado.
- Benjamin Bonneville (1796-1878), explorador.